# Goworowo (powiat ostrołęcki)
Goworowo – wieś sołecka w Polsce położona w województwie mazowieckim, w powiecie ostrołęckim, w gminie Goworowo.
W latach 1975–1998 miejscowość należała administracyjnie do województwa ostrołęckiego.
Miejscowość jest siedzibą gminy Goworowo.

## Historia
Goworowo wraz z okolicą było częścią tzw. księstwa sieluńskiego, kompleksu dóbr należących do prepozyta płockiego, czyli proboszcza kościoła katedralnego w Płocku. Wieś powstała najprawdopodobniej na przełomie XIII i XIV stulecia w okresie intensywnej kolonizacji ziem nadnarwiańskich. Parafia w Goworowie, pod wezwaniem Znalezienia Krzyża Świętego, została erygowana w 1317 roku, jako pierwsza w powiecie ostrołęckim. Wtedy powstał również pierwszy pierwszy kościół, uposażony rzekomo przez Floriana z Kościelca, prepozyta płockiego, późniejszego biskupa. Kolejna świątynia w powiecie, pod wezwaniem św. Mikołaja w Ostrołęce, powstała dopiero w 1399 roku. Fundatorem parafii goworowskiej był prepozyt katedry płockiej Florian z Kościelca, późniejszy biskup płocki.
W 1463 roku wzmiankowana jest szkoła przyparafialna w Goworowie, w której nauczycielem był w 1487 roku Urban z Jawor. Jest to pierwsza wzmianka o takiej szkole w powiecie. W dokumencie z ok. 1530 roku proboszcz goworowski Wojciech Lewacki podawał, że dochody parafii wynoszą 24 grzywny dochodu, z czego 8 przeznaczone było dla 2 wikariuszy, a 3 i pół grzywny na utrzymanie rektora szkoły. W 1495 roku na Akademii Krakowskiej studiowało dwóch studentów z parafii goworowskiej.
W 1555 r. pleban goworowski Maciej Grądzki został oskarżony przez prepozyta płockiego Mikołaja Wolskiego o szerzenie herezji luterańskiej, która napływała z pobliskich Prus. Został za to odwołany i na jego miejsce powołano Stanisława Pęcharskiego. Z tym być może związany jest też dokument erekcyjny altarii św. Anny wystawiony przez biskupa Andrzeja Noskowskiego z 1556 roku. Dokument poświadcza, że parafia goworowska miała kilku kapłanów, a ich przełożony nosił tytuł rektora. Fundatorką altarii była Anna Ponikiewska. Przy kościele znajdowała się szkoła, w której pracowali scholastyk i minister scholae. Kolejne dwie altarie Aniołów Stróżów zostały erygowane 25 lutego 1665 roku, z fundacji Jakuba Franciszka Krajewskiego podkomorzego łomżyńskiego i jego małżonki Anny z Chełmskich, dziedziczki Szczawina.
11 listopada 1693 roku został w Goworowie konsekrowany nowy kościół przez biskupa płockiego Andrzeja Chryzostoma Załuskiego. Dwa lata wcześniej ówczesny proboszcz Michał Latyczowski założył w Goworowie arcybractwo różańca świętego. 7 grudnia 1695 podstoli różański Karol Zieliński, syn kasztelana sierpskiego Ludwika Zielińskiego, wraz ze swoją małżonką Anną Suchcicką, córką Polichrona Suchcickiego łowczego łomżyńskiego, poczynił zapis na Suchciach wysokości 2 500 złotych polskich na ołtarz Przenajświętszego Różańca w kościele goworowskim. W tym samym okresie Marianna z Radzimińskich, wdowa po wojskim nurskim Florianie Brzezińskim, ufundowała przy kościele w Goworowie kaplicę murowaną św. Franciszka, która spłonęła w 1880 roku. W 1711 roku dziedzic Rząśnika i Ponikwi Seweryn Skłodowski kazał się pochować pod progiem drzwi wielkich kościoła goworowskiego, gdzie jak stwierdził w testamencie jego „antecessorów ołtarz”.
W XVIII wieku Goworowo było wsią kościelną, leżało w ziemi łomżyńskiej na Mazowszu. W 1731 roku niezrealizowany przywilej na lokację miasta w Goworowie otrzymał prepozyt płocki Teodor Czartoryski. W Goworowie znajdował się również wówczas szpital, który spłonął w 1749 roku, lecz został niedługo odbudowany przez altarystę Adama Chlewickiego. Na początku 1777 roku kościół został rozebrany, msze odprawiane były w kaplicy, by w 1780 powrócić do nowego kościoła. Encyklopedia Orgelbranda opisuje kościół goworowski jako nieciekawy architektonicznie, ale podkreśla wartość artystyczną i starożytność ołtarza głównego, którego kolumny skręcone były z dwóch walców z motywami roślinnymi, zwieńczonych figurami Adama i Ewy pod drzewami, zaś po ich bokach znajdowały się figury Jezusa Chrystusa i św. Floriana.
Po pokoju tylżyckim z 1807 roku, wieś wraz z całą gminą i innymi ziemiami wchodzącymi w skład księstwa sieluńskiego została przekazana w użytkowanie marszałkowi Francji Michałowi Neyowi. W 1817 roku wieś liczyła 26 domów i 147 mieszkańców, dziesięć lat później było to już 40 domów i 196 mieszkańców. Kościół został konsekrowany przez biskupa pomocniczego płockiego Wawrzyńca Gutowskiego dopiero w 20 czerwca 1830 roku. W 1829 zakończona została budowa murowanej plebanii, zaś w 1833 roku powstał cmentarz parafialny, obu tych fundacji dokonał proboszcz Teodor Offmański. W 1836 roku wykończony został nowy wikariat. W 1855 roku na cmentarzu parafialnym powstała kaplica rodziny Górskich, wystawiona przez Mikołaja Górskiego.
W 1859 roku spłonęła niemal cała wieś, ocalała jedynie plebania i kościół. Nastąpił wówczas szybki rozwój miejscowości, związany z wyprzedażą gruntów. Zaczęli też w większej liczbie napływać Żydzi. W latach 80. XIX wieku wieś liczyła 101 domów i 1485 mieszkańców. Dodatkowo na rozwój wsi wpływ miało oddanie do użytku kolei żelaznej, łączącej Ostrołękę z Warszawą, 22 września 1897 roku. Kolejny proboszcz Antoni Grodzki dokonał remontu kościoła, ogrodzenia cmentarza, a także budowy dzwonnicy murowanej przy kościele (budowa rozpoczęła się w 1872 roku).
17 czerwca 1880 roku wybuchł pożar w kościele, który spłonął wraz z całym wyposażeniem. Budowa nowego kościoła finansowana była ze składek publicznych, głównymi ofiarodawcami byli proboszcz Antoni Grodzki oraz dziedzic Mikołaj Glinka ze Szczawina, którzy ofiarowali po 3 tys. rubli. Do budowy kościoła utworzono cegielnię. Autorem projektu był Feliks Nowicki, który zaprojektował neoromański kościół trzynawowy, zwieńczony dwiema gotykizującymi wieżami. Kościół został konsekrowany 12 czerwca 1887 roku przez biskupa pomocniczego płockiego Henryka Piotra Kossowski.
Obecność żydowskiego kahału poświadczona jest w Goworowie dla roku 1765. W spisach pogłównego płaconego przez Żydów na Mazowszu dla lat 1735 i 1737 Goworowo nie jest wymieniane, tak więc pojawienie się ludności żydowskiej w Goworowie musiało nastąpić między tymi dwiema datami. Większa osada żydowska, być może starsza, znajdowała się w leżącej po drugiej stronie Orza Wólce Brzezińskiej, gdzie ok. 1765 roku znajdowała się szkoła żydowska i dom modlitwy. W 1781 roku w Goworowie mieszkało 138 Żydów, zaś w 1802 roku już 310. Było to efektem zniesienia przywilejów de non tolerandis Judaeis przez rząd pruski, co spowodowało gwałtowny napływ ludności żydowskiej ze wsi do miast i miasteczek. W 1895 roku Żydzi goworowscy brali udział w gaszeniu pożaru kościoła i zabudowań parafialnych. Zaś w 1906 roku, z okazji wizyty biskupa płockiego Apolinarego Wnukowskiego, delegacja gminy żydowskiej z rabinem na czele brała udział w powitaniu ordynariusza. Spięcia pomiędzy ludnością polską a żydowską narastały. Jednym z jej przejawów było rozpowszechnione w całej Polsce, wspierane przez Kościół, zakładanie polskich zakładów i sklepów. I tak w Goworowie w 1908 założono herbaciarnię dla członków Związku Katolickiego, zaś w 1910 otwarto czwarty już polski sklep.
Na początku XX wieku wśród polskich Żydów zaczął rozpowszechniać się syjonizm, dotarł on również do Goworowa. W miasteczku powstała silna organizacja syjonistyczna, założona 2 października 1917 roku, jej przewodniczącym został Ciechanower. W 1913 roku w Goworowie żyło 2154 osoby, z czego 2020 było Żydami.
Według Powszechnego Spisu Ludności z 1921 roku ówczesną osadę miejską zamieszkiwało 1187 osób, 95 było wyznania rzymskokatolickiego, 7 ewangelickiego a 1085 mojżeszowego. Jednocześnie 217 mieszkańców zadeklarowało polską przynależność narodową a 970 żydowską. Było tu 138 budynków mieszkalnych. Miejscowość należała do miejscowej parafii rzymskokatolickiej. Podlegała pod Sąd Grodzki w Ostrołęce i Okręgowy w Łomży; mieścił się tu urząd pocztowy, który obsługiwał teren gminy.
W okresie międzywojennym majątki ziemskie mieli tu Rościszewscy, ogółem dwa folwarki zajmowały 633 mórg.
W wyniku agresji niemieckiej we wrześniu 1939 wieś znalazła się pod okupacją niemiecką. W okresie od października 1939 do stycznia 1945 wchodziła w skład Starostwa Powiatowego w Ostrowi Mazowieckiej w Dystrykcie Warszawskim Generalnego Gubernatorstwa.
7 września 1939 Wehrmacht wraz z oddziałami SS wkroczyły do Goworowa od strony miejscowości Szczawin. Nazajutrz w wiosce pojawiły się grupy operacyjne (Einsatzgruppen), które przystąpiły do mordów na ludności żydowskiej i polskiej. W wiosce przebywali wówczas nie tylko jej mieszkańcy, ale także uciekinierzy z Ostrołęki, Pułtuska, Różana i Ostrowi Mazowieckiej.
9 września 1939 Niemcy zapędzili ludność żydowską do synagogi z zamiarem podpalenia jej. Gdy okna i drzwi szczelnie zamknięto, sprawcy oblali budynek benzyną i podpalili. Wówczas na miejscu pojawił się wyższy rangą oficer Wehrmachtu, który nakazał wypuścić Żydów z synagogi, postrzegając ten czyn jako zbyt okrutny. Wobec tego Żydzi zostali wypędzeni z wioski i nakazano im się udać za rzekę Orz. Koczowali tam przez trzy dni, do momentu, gdy zostali stamtąd przepędzeni przez Niemców. Zachowała się relacja naocznego świadka tego incydentu, która przechowywana jest w archiwum instytutu Yad Vashem. W następujący sposób Cwi Riżik wspominał to zdarzenie: „Zostaliśmy zamknięci ze wszystkich stron. Drzwi i okna zabito deskami. Przez nieliczne wąskie szczeliny można było dostrzec Niemców kopiących doły na rogach domu. Według wszelkiego prawdopodobieństwa mieli zamiar wysadzić synagogę wraz z nami w powietrze. Wybuchła straszna panika. Ludzie zaczęli płakać i krzyczeć”.
17 lipca 1943 r. żandarmi niemieccy z posterunku w Goworowie rozstrzelali na stacji kolejowej w Goworowie 9 Polaków.
Niemieckie zbrodnie z obszaru okupowanej gminy Goworowo były przedmiotem postępowań Okręgowej Komisji Badania Zbrodni Hitlerowskich w Warszawie, prokuratury w Düsseldorfie (wyznaczyła ją do tego zadania Centrala Badania Zbrodni Narodowosocjalistycznych w Ludwigsburgu), a także Instytutu Pamięci Narodowej.

## Religia
Goworowo jest także ośrodkiem parafii pod wezwaniem Podwyższenia Krzyża Świętego. Parafia została pierwotnie erygowana pod wezwaniem Świętego Krzyża ok. 1315 roku, co czyni ją jedną z najstarszych parafii na południe od Narwi (np. parafia w Ostrołęce powstała dopiero na przełomie XIV i XV wieku). Inicjatorem powstania parafii goworowskiej był prepozyt katedry płockiej Florian z Kościelca, późniejszy biskup płocki.

## Znane osoby związane z Goworowem
- Antoni Brykczyński, historyk sztuki i proboszcz
- Piotr Dudziec, biskup pomocniczy płocki
- Mikołaj Glinka, ziemianin i senator
- Władysław Glinka, ziemianin i polityk konserwatywny
- Leon Gościcki, proboszcz
- Wojciech Jagielski, dziennikarz
- Maria Kazimiera Piarska, bibliotekarka, dokumentalistka leśnictwa
- Krystyna Sienkiewicz, aktorka
- Jan Kazimierz Suchorzewski, major piechoty, sportowiec i olimpijczyk
- Henryk Syska, pisarz

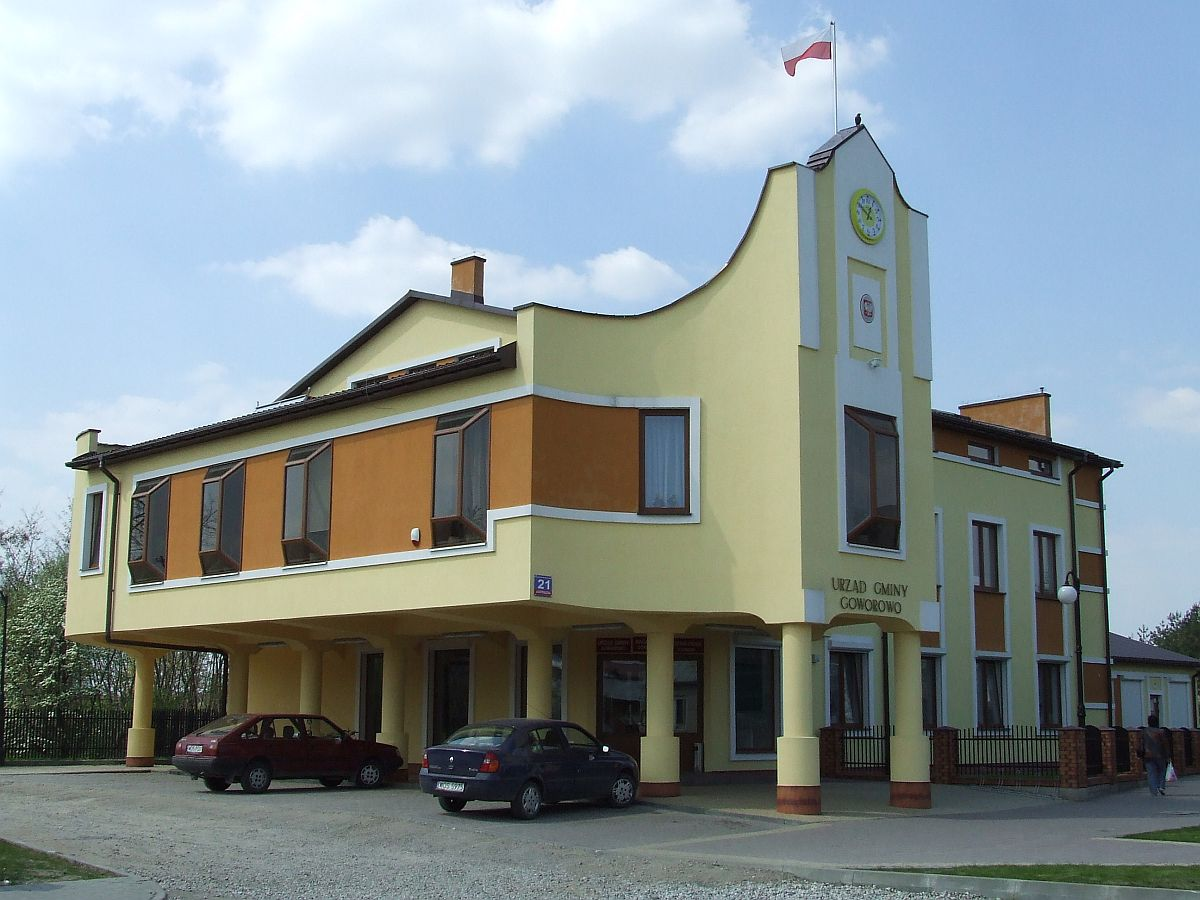
Urząd gminy
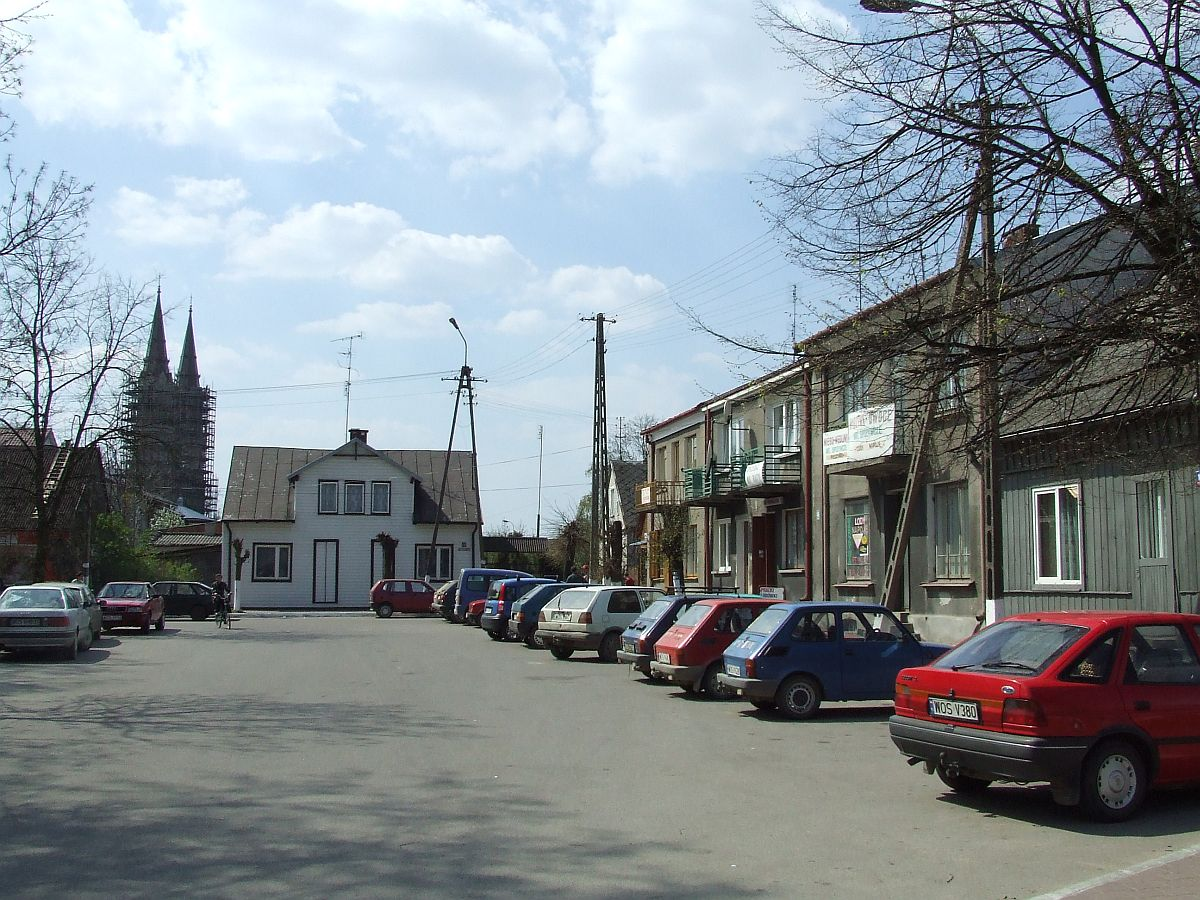
Rynek
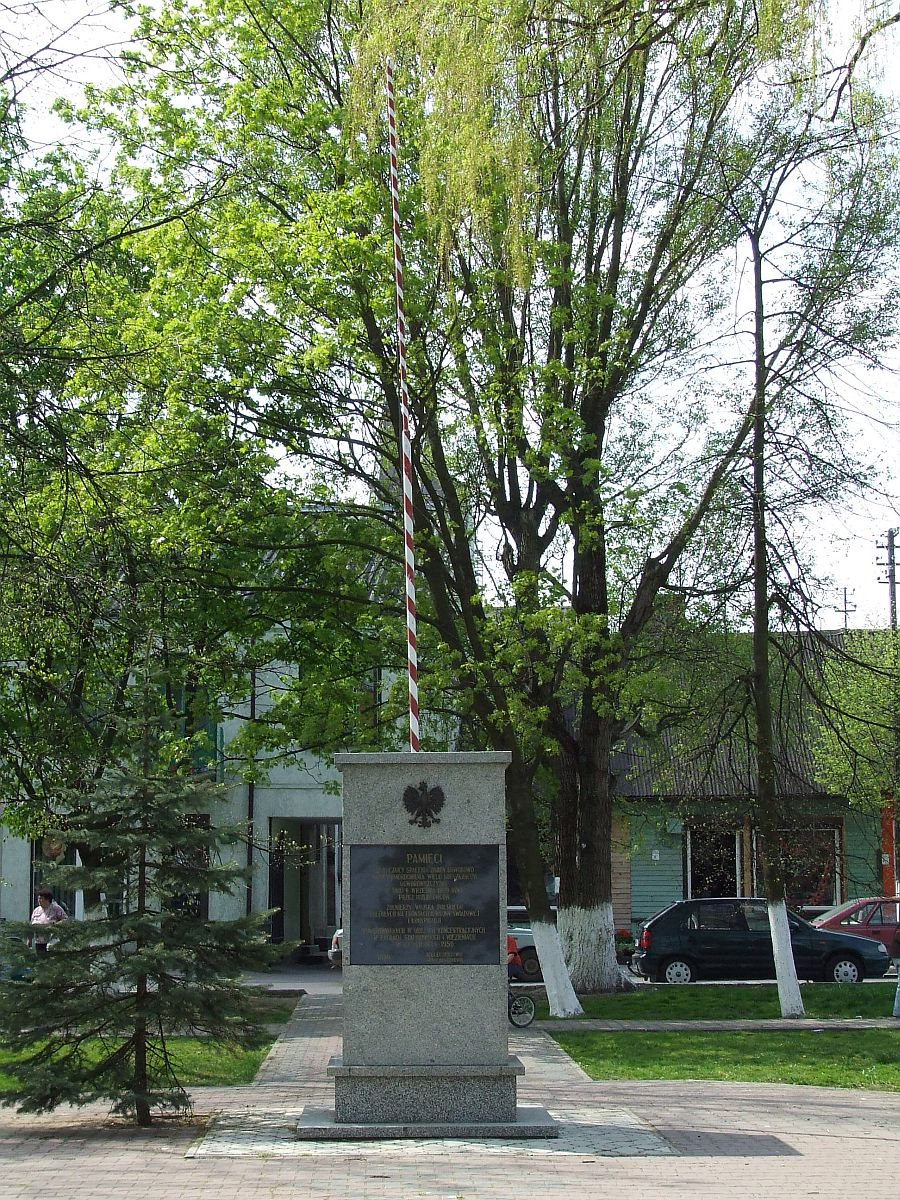
Obelisk na rynku